# 万屯镇
万屯镇，是中华人民共和国贵州省黔西南布依族苗族自治州兴义市下辖的一个乡镇级行政单位。

## 行政区划
万屯镇下辖以下地区：
万屯村、贡新村、盘兴村、阿红村、下坝村、全心村、纳玉村、兴化村、海丰村和佐舍村。